# Dos Caras (personaje)
Harvey Dent, más conocido como Dos Caras (en inglés: Two-Face), es un supervillano ficticio que aparece en los cómics publicados por DC Comics, comúnmente como adversario del superhéroe Batman. El personaje fue creado por Bob Kane y Bill Finger y apareció por primera vez en Detective Comics # 66 (agosto de 1942). Como uno de los enemigos más perdurables de Batman, Dos Caras pertenece al colectivo de adversarios que conforman la galería de villanos de Batman.
En el pasado fue un sobresaliente fiscal de distrito de Gotham City, Harvey Dent está marcado horriblemente en el lado izquierdo de su cara después que el jefe de la mafia Sal Maroni lanza productos químicos ácidos en él durante un juicio en la corte. Posteriormente, se vuelve loco y adopta la personalidad de Dos Caras, convirtiéndose en un criminal obsesionado con la dualidad y el conflicto entre el bien y el mal. En los últimos años, los escritores han retratado la obsesión de Dos-Caras con el azar y el destino como resultado de la esquizofrenia, el trastorno bipolar y el trastorno de identidad disociativo. Él toma obsesivamente todas las decisiones importantes al voltear su antiguo amuleto de la suerte, una moneda de dos cabezas que también estaba dañada en un lado por el ácido. La versión moderna se establece como una vez que ha sido un amigo personal y aliado de James Gordon y Batman.
El personaje ha sido presentado en diversas adaptaciones de medios, como películas, series de televisión y videojuegos. Richard Moll ha expresado a Dos Caras en el universo animado de DC, Troy Baker en la serie Batman: Arkham, Billy Dee Williams en The Lego Batman Movie y William Shatner en Batman vs. Two-Face. Sus representaciones en vivo incluyen a Billy Dee Williams en Batman (como solo Harvey Dent), Tommy Lee Jones en Batman Forever, Aaron Eckhart en The Dark Knight, y Nicholas D'Agosto en la serie de televisión Gotham y Misha Collins en la serie de televisión de The CW Gotham Knights. En 2009, Dos Caras ocupó el puesto número 12 en la lista de IGN de los 100 mejores villanos del cómic de todos los tiempos. Con su personalidad tan fría se convierte en uno de los villanos más malvados de Batman. Su frase célebre es "mueres siendo un héroe, o vives lo suficiente como para convertirte en un villano".

## Historial de publicaciones
Dos Caras aparece por primera vez en Detective Comics # 66 con el nombre de Harvey "Apollo" Kent; historias posteriores cambiaron su nombre a "Harvey Dent" para evitar una asociación con Superman (Clark Kent).
El personaje solo hizo tres apariciones en la década de 1940 y apareció dos veces en la década de 1950 (sin contar a los impostores mencionados a continuación). En ese momento, fue abandonado en favor de villanos más "aptos para los niños", aunque apareció en un número de 1968 (World's Finest Comics # 173), en el que Batman lo declaró como el criminal que más teme. En 1971, el escritor Dennis O'Neil recuperó Dos Caras, y fue entonces cuando se convirtió en uno de los archienemigos de Batman.
En su autobiografía, el creador de Batman, Bob Kane, afirma haberse inspirado en El extraño caso del doctor Jekyll y el señor Hyde de Robert Louis Stevenson, específicamente la versión cinematográfica de 1931 que vio de niño. También se inspiró algo en el personaje de la revista Pulp, Black Bat, cuya historia de origen incluía que le salpicaran la cara con ácido.
A raíz de la revisión de 1986 de Frank Miller del origen de Batman (ver Batman: año uno), Andrew Helfer reescribió la historia de Dos Caras para que coincidiera. Este origen, presentado en Batman Annual (vol. 1) # 14, sirvió para enfatizar el estatus de Dent como un personaje trágico, con una historia de fondo que incluía un padre abusivo y alcohólico, y luchas tempranas con el trastorno bipolar y la paranoia. También se estableció, en Batman: Año Uno, que el Harvey Dent anterior al accidente fue uno de los primeros aliados de Batman. Tenía vínculos claros tanto con Batman como con el Comisionado Gordon, convirtiéndolo en un enemigo personal e inquietante para ambos hombres.

## Biografía del personaje ficticio

### Pre-Crisis
La versión pre-Crisis de Dos Caras es Harvey Dent, el fiscal de distrito joven y guapo de la ciudad de Gotham. Un mafioso le arroja ácido a la cara durante un juicio y le deja cicatrices en la mitad de la cara. Enloquecido por su reflejo, se renombra a sí mismo como Dos Caras y se embarca en una ola de crímenes, decidiendo con un lanzamiento de su moneda de la suerte si violar la ley o realizar actos de caridad. Batman y Robin finalmente lo capturan, y se rehabilita gracias a la cirugía plástica. Historias posteriores, sin embargo, lo describen como regresando al crimen después de ser desfigurado nuevamente.
Les Daniels escribió que el primer Dos Caras era "el más mortal de los enemigos de Batman". Añadió: "Two-Face pareció molestar incluso a sus creadores, quienes lo curaron mediante cirugía plástica al final de su tercera aparición en 1943".

### Post-Crisis
La versión post-Crisis de Harvey Dent se describe como si hubiera tenido una infancia infeliz; creciendo con su padre, que es un enfermo mental, quien lo golpea con regularidad, y a menudo decide si brutalizar o no a su hijo basándose en un lanzamiento de su moneda de la suerte. El abuso inculca en Dent su lucha de toda la vida con el libre albedrío y su eventual incapacidad para tomar decisiones por su cuenta, confiando en la moneda para tomar todas sus decisiones. Dent es diagnosticado con trastorno bipolar y esquizofrenia paranoica a una edad temprana, pero logra ocultar sus enfermedades y, gracias a una ética de trabajo inquebrantable, asciende en las filas de la oficina del fiscal de distrito de Gotham City hasta que, a los 26 años, se convierte en el fiscal de distrito más joven de la historia de la ciudad. Gordon incluso sospechó que Dent podría ser Batman, pero descartó esta sospecha cuando se dio cuenta de que carecía de los recursos financieros de Batman.
Dent forja una alianza con el capitán de la policía James Gordon y Batman para librar a Gotham del crimen organizado. El jefe de la mafia, Carmine Falcone, soborna al corrupto fiscal adjunto Vernon Fields para que le proporcione ácido sulfúrico a su lugarteniente Sal Maroni, a quien Dent está procesando por asesinato; Maroni arroja el ácido en la cara de Dent durante un interrogatorio, dejando cicatrices horribles en el lado izquierdo de la cara de Dent. Dent escapa del hospital y se reinventa como el gánster Dos Caras. Deja cicatrices en una cara de la moneda de su padre y la usa para decidir si comete un crimen. Finalmente, Dos Caras se venga de Fields y Maroni, pero es capturado por Batman, lo que lleva a su encarcelamiento en el Asilo Arkham.
Durante el arco de la historia de Batman: Dark Victory, el asesino en serie Hangman apunta a varios policías que ayudaron en el ascenso de Harvey Dent a la oficina del fiscal. Dos Caras reúne a los criminales de Gotham para ayudar en la destrucción de los señores del crimen de la ciudad. Después de una lucha culminante en la Batcave, Dos Caras es traicionado por el Joker, quien dispara a Dent, lo que lo hace caer en un abismo, presumiblemente hasta su muerte. Batman admite después que, incluso si Dos Caras ha sobrevivido, Harvey se ha ido para siempre.
Durante un período muy posterior, se revela que Dos Caras asesinó al padre del pupilo de Batman, Jason Todd. Al intentar detener a Dos Caras, Jason brevemente tiene al criminal a su merced, pero deja que el castigo de Dos Caras sea decidido por la ley. Dos Caras sirve de manera similar como un 'bautismo de fuego' para Tim Drake. Cuando Dos Caras tiene a Batman a su merced, Tim se pone el traje de Robin para salvar a Batman.
En Arkham Asylum: A Serious House on Serious Earth, los médicos de Arkham reemplazan la moneda de Dent con un dado y, finalmente, una baraja de tarot; pero en lugar de volverse autosuficiente, Dent ahora no puede tomar ni la más pequeña de las decisiones, como ir al baño. Batman devuelve la moneda y le dice a Dos Caras que la use para decidir si lo mata. Batman se va sano y salvo, pero está muy implícito que Dos Caras, por primera vez en su vida, tomó su propia decisión de dejar a Batman vivir.
En la historia de No Man's Land, en la que Gotham es devastada por un terremoto, Dos Caras reclama una parte de la ciudad en ruinas, se instala en el Ayuntamiento de Gotham y forma una alianza temporal con Gordon para compartir cierto territorio. Su imperio es derribado por Bane (empleado por Lex Luthor), quien destruye a la pandilla de Two-Face durante su destrucción del Salón de los Registros de la ciudad. Dos Caras secuestra a Gordon y lo enjuicia por sus actividades después de que Gotham City sea declarada "Tierra de nadie", con Dos Caras como juez y fiscal de la alianza ilegal de Gordon con él; pero Gordon juega con la psique dividida de Dos Caras para exigir a Harvey Dent como su abogado defensor en absolución de Gordon, determinando que Dos Caras efectivamente ha chantajeado a Gordon al implicar que había cometido asesinatos para ayudar al Comisionado.
En Gotham Central, Dos Caras conoce a la detective Renée Montoya. Montoya llega al personaje de Dent en Dos Caras y es amable con él. Se enamora de ella, aunque el romance es unilateral. Con el tiempo, en la serie Gotham Central, la delata como lesbiana y la incrimina por asesinato, con la esperanza de que si le quita todo, ella no tendrá más remedio que estar con él. Ella está furiosa y los dos luchan por el control de su arma hasta que Batman interviene y devuelve a Dos Caras a Arkham.
En el cómic de una sola vez Batman: Two-Face - Crime and Punishment, Dos Caras captura a su propio padre, planeando humillarlo y matarlo en la televisión en vivo por los años de abuso que sufrió. Esta historia revela que, a pesar de su aparente odio por su padre, Dent todavía lo apoya, pagando una casa cara en lugar de permitirle vivir en un barrio pobre. Al final del libro, las personalidades de Dent y Dos Caras discuten en sus pensamientos, Dos Caras llamando a Dent "sin espinas". Dent demuestra que Dos Caras está equivocado, eligiendo saltar de un edificio y suicidarse solo para detener la ola de crímenes de su alter ego. Dos Caras se sorprende cuando el lanzamiento de la moneda sale marcado, pero cumple con la decisión y salta. Batman lo atrapa, pero el impacto de la caída parece destruir (al menos temporalmente) el aspecto de Dos Caras de su psique.
En Batman: Two-Face Strikes Twice!, está en desacuerdo con su exesposa Gilda Grace Dent, ya que cree que su matrimonio fracasó porque él no pudo darle hijos. Más tarde se casa con Paul Janus (una referencia al dios romano de las puertas, que tenía dos caras). Two-Face intenta enmarcar a Janus como un criminal secuestrándolo y reemplazándolo con un suplente, a quien Dos Caras "desfigura" con maquillaje. Batman finalmente atrapa a Dos Caras, y Gilda y Janus se reúnen. Años más tarde, Gilda da a luz a gemelos, lo que llevó a Dos Caras a escapar una vez más y tomar a los gemelos como rehenes, ya que él cree erróneamente que fueron concebidos por Janus usando un medicamento experimental para la fertilidad. El final del libro revela que Dos Caras es el padre natural de los gemelos.

### Silencio
En la historia de Batman: Silencio, su rostro se repara mediante cirugía plástica, y solo existe la personalidad de Harvey Dent. Se toma la ley en sus propias manos dos veces: una usando su habilidad para manipular el sistema legal para liberar al Joker, y luego otra vez disparando al asesino en serie Hush. Manipula a los tribunales para que lo pongan en libertad, ya que los fiscales de Gotham no intentarían acusarlo sin un cuerpo.

### Regresar a la villanía
En el arco de la historia de Batman: Face the Face, que comenzó en Detective Comics # 817, y fue parte de la historia de Un año después de DC, se revela que, a pedido de Batman y con su entrenamiento, Harvey Dent se convierte en un vigilante protector de Gotham. Ciudad en la mayor parte de la ausencia de Batman de casi un año. Es reacio a aceptar el trabajo, pero Batman le asegura que le serviría de expiación por sus crímenes pasados. Después de un mes de entrenamiento, luchan contra Firebug y Sr. Frío, antes de que Batman se vaya por un año. Dent disfruta de su nuevo papel, pero sus métodos son aparentemente más extremos y menos refinados que los de Batman. Tras el regreso de Batman, Dent comienza a sentirse innecesario y despreciado, lo que provoca el regreso del personaje de "Dos Caras" (visto y escuchado por Dent a través de alucinaciones). En Face the Face, su frustración se ve agravada por una serie de misteriosos asesinatos que parecen haber sido cometidos por Dos Caras; los villanos KGBestia, la Urraca, el Ventrílocuo y Scarface, y Orca todos reciben dos disparos en la cabeza con una pistola de dos cañones. Cuando Batman se enfrenta a Dent sobre estas muertes y le pide que confirme que él no es el responsable, Dent se niega a dar una respuesta definitiva. Luego detona una bomba en su apartamento y deja a Batman aturdido mientras huye.
A pesar de escapar físicamente ileso de la explosión, Dent sufre una crisis de conciencia y una batalla mental con su personalidad de "Dos Caras". Aunque Batman luego descubre evidencia que exonera a Dent por los asesinatos, estableciendo que fue enmarcado como venganza por sus esfuerzos contra el nuevo jefe del crimen Warren White, también conocido como el Gran Tiburón Blanco, es demasiado tarde para salvarlo. Impulsado por el resentimiento y una reacción paranoica al interrogatorio de Batman, Dent deja cicatrices en la mitad de su rostro con ácido nítrico y un bisturí, convirtiéndose de nuevo en Do Caras. Culpando a Batman por su regreso, Dos Caras inmediatamente se enfurece, amenazando con destruir el zoológico de Gotham (habiendo retenido dos de cada animal, incluidos dos humanos) antes de escapar para luchar contra Batman otro día. Posteriormente, Batman se enfrenta a White, aunque reconoce que no puede atacar a White, ya que no hay evidencia explícita que respalde las deducciones de Batman, y se compromete a informar a Dos Caras de White las acciones de la próxima vez que se enfrenten.
En la portada de Justice League of America (vol. 2) # 23, Dos Caras se muestra como miembro de la nueva Liga de la Injusticia. Se le puede ver en Salvation Run. Aparece en Battle for the Cowl: The Underground, que muestra los efectos de la muerte de Batman en sus enemigos. En el arco Long Shadow de Judd Winick, Dos Caras se da cuenta de que hay otra persona como Batman. Contrata a un teletransportador y logra infiltrarse en la Baticueva. Cuando el nuevo Batman investiga la cueva, Dos Caras lo embosca con dardos tranquilizantes, y en una alucinación ve a Dent con un disfraz de Batman rojo y negro con el tema de Dos Caras. Alfred Pennyworth salva al héroe de la tortura de Dos Caras después de someter a su cómplice, y con su ayuda Batman convence a Dos Caras de que él es el verdadero Caballero de la Noche original, informándole a Dent que su problema es que no puede imaginar a Batman cambiando porque él mismo lo está incapaz de ver el mundo en otra cosa que en blanco y negro. En Streets of Gotham, Dos Caras ha estado en desacuerdo con la última fiscal de distrito de Gotham, Kate Spencer, también conocida como la justiciera Manhunter. Dos Caras ha sido expulsado recientemente de Gotham City por Jeremiah Arkham.

### The New 52
En septiembre de 2011, The New 52 reinició la continuidad de DC. En esta nueva línea de tiempo, el origen de Two Face se revisa significativamente. Harvey Dent es un exitoso abogado defensor cuya clientela incluye hermanas gemelas de la familia criminal McKillen, Shannon y Erin. Las hermanas obligan a Dent a convertirse en el retenedor legal de su familia de por vida. Luego colocan un contrato con James Gordon y toda su familia, a pesar de las protestas de Dent. Los Gordon sobreviven al atentado contra sus vidas, pero Dent, atrapado por la confidencialidad abogado-cliente, no puede disuadir a los McKillens de continuar con su letal venganza. El violento atentado contra la vida de los Gordon lleva a Bruce Wayne a utilizar sus recursos para iniciar y financiar la campaña de Dent para fiscal de distrito. Dent se convierte en fiscal del distrito y hace que las hermanas McKillen sean procesadas y condenadas a cadena perpetua. Después de que Shannon se suicida, Erin escapa cambiando de lugar con el cadáver de su hermana. Culpando a Dent por la muerte de su hermana, Erin irrumpe en la casa de Dent, mata a Gilda frente a él y le vierte ácido en la cara, transformándolo en Dos Caras.
Varios años después, Erin McKillen regresa a Gotham City para matar a Dos Caras, y así reafirmar su control de las operaciones criminales de su familia. Su regreso desencadena una batalla culminante entre ella, Dos Caras y Batman. Two-Face cicatriza a McKillen con el mismo ácido que ella usó con él, pero Batman evita que la mate. Batman y Dos Caras continúan luchando, con Batman tratando de convencer a su enemigo de que ponga fin a su venganza. Dos Caras luego llama a Batman, "Bruce", revelando que conoce la identidad secreta de Batman. Dos Caras revela que luchó internamente durante bastante tiempo sobre si debía matar a su antiguo amigo, pero decidió no hacerlo porque habría violado su sentido de la justicia. Desaparece después de la batalla y Batman no puede rastrearlo. Varios paneles de Batman y Robin # 28 implica que Dos Caras se suicida disparándose a sí mismo en la cabeza.

### DC Rebirth
En el universo reiniciado de DC Rebirth, Batman decide curar a Dos Caras, haciendo lo que sea necesario. Después de una confrontación con Dos Caras y sus secuaces, Polilla Asesina, Luciérnaga y Araña Negra, Batman toma a Dos Caras bajo su custodia, hasta que ambos tienen que luchar contra KGBestia. Derrotan a KGBestia, pero están gravemente heridos. Batman cuida a Two-Face para que recupere la salud, pero Dos Caras sospecha que Batman está tratando de traicionarlo y le frota ácido en los ojos.
Dos Caras y Batman arreglan su relación un poco para luchar contra KGBestia, Pingüino y Máscara Negra. Batman le dice a Two-Face que puede curar la doble personalidad de Dos Caras. Sin embargo, Dos Caras no confía en Batman para que lo ayude, por lo que amenaza con destruir Gotham City con gas venenoso a menos que Batman le dé la cura. Al final, Batman inyecta a Dos Caras con la "cura", que resulta ser un sedante que deja a Dos Caras inconsciente. Batman luego lleva a Dos Caras de regreso a Arkham.
En el arco de la historia de Deface the Face, Dos Caras acude a Batman en busca de ayuda. Harvey Dent había asesinado a un hombre al que no podía condenar en el juicio. Dos Caras dice: "... Harvey es el bueno. Tiene que serlo. De lo contrario, ¿qué soy yo?" Dos Caras luego decide ayudar a Batman y Gordon a derribar al malvado grupo terrorista, Kobra.
En la secuela de Watchmen Doomsday Clock, Dos Caras se encuentra entre los villanos que asisten a la reunión clandestina celebrada por Riddler. En Harley Quinn: Rebirth, mientras la Pandillas de Harleys de Harley Quinn está tratando de encontrar información sobre Man-Bat, se encuentran con Dos Caras mientras están en Arkham Asylum, donde amenaza al grupo.

## Caracterización

### Poderes y habilidades
Antes de su transformación en Dos Caras, Harvey Dent tuvo una exitosa carrera como fiscal de distrito de Gotham, competente en casi todos los asuntos relacionados con el derecho penal.
Después de su desfiguración, se obsesionó con el número dos y el concepto de dualidad, por lo que organizó crímenes centrados en el número dos, como robar edificios con 2 en la dirección o organizar eventos que tendrán lugar a las 10:22 p. m. (2222 en tiempo militar). Dos Caras también ha demostrado ser un genio en la planificación criminal y ha demostrado constantemente un alto nivel de inteligencia en la trama de atracos como un cerebro brillante y respetado en el inframundo criminal. Además, Dos Caras es un tirador habilidoso y usaba regularmente una variedad de armas de fuego como pistolas, escopetas, lanzagranadas, pistolas Tommy, cuchillos y lanzamisiles durante sus batallas con Batman. Para mejorar aún más su habilidad en el uso de armas de fuego, Dos Caras contrató al asesino puntero Deathstroke para entrenarlo. Principalmente maneja pistolas dobles y se ha vuelto peligrosamente hábil con ellas.
El arco de la historia de Batman: Face the Face revela que Batman, poco antes de dejar Gotham por un año, entrena a Dent extensamente en el trabajo de detective y combate cuerpo a cuerpo

### Familia
Esta sección detalla a varios miembros de la familia de Harvey Dent a través de varias interpretaciones de los mitos de Batman.
- Gilda Grace Dent. Gilda es la esposa de Harvey en la mayoría de las encarnaciones de los cómics. Gilda quería tener hijos con Harvey, pero su apretada agenda se lo impidió. Esto llevó a Gilda a convertirse en el asesino en serie conocido como Holiday, quien mató a varios miembros clave del imperio criminal de Carmine Falcone. Gilda huyó después del primer arresto de Dos Caras y desapareció. Dos Caras niega constantemente la posibilidad de una cirugía plástica y una vida con Gilda nuevamente, pero ha declarado que Harvey Dent es un hombre casado. En el reinicio de New 52, Gilda es una socialité a quien Bruce Wayne le presenta a Harvey en una fiesta de graduación. Erin McKillen la mata delante de Harvey.[32]
- Christopher Dent. En Batman: Two-Face. Crime and Punishment, el padre de Harvey Dent pasa a llamarse Christopher Dent, aunque una vez más se lo caracteriza como un alcohólico mentalmente enfermo que abusó con frecuencia de su hijo. Harvey reprime este trauma durante años, alimentando el tormento interior que finalmente lo convierte en Dos Caras.[21]
- Murray Dent. Batman: Jekyll & Hyde revela que, cuando era un niño, Harvey Dent tenía un hermano mayor, Murray Dent, que murió en un incendio porque su hermano estaba demasiado asustado para salvarlo. Los cómics explican que Murray es la segunda personalidad de Harvey, y que el padre de Harvey abusó de él porque lo culpó de la muerte de Murray.[33]

## Apariciones en otros medios

### Televisión

#### Acción en vivo

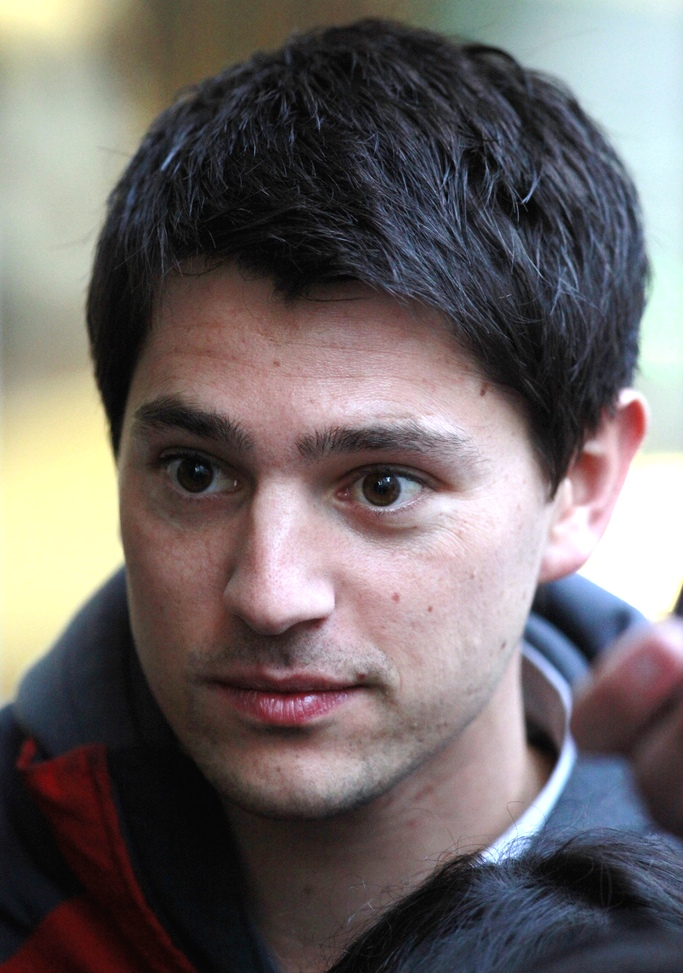
Nicholas D'Agosto, Harvey Dent en Gotham.

- La serie de televisión Batman de la década de 1960 desarrolló varios guiones tentativos para Dos Caras, pero (probablemente debido a los estándares de transmisión en ese momento) nunca produjo ninguno de ellos; en un momento dado, Clint Eastwood fue presuntamente programado para el papel.[34]
- Una versión pre-desfigurada de Harvey Dent aparece en la serie de televisión de acción en vivo Gotham, interpretado por Nicholas D'Agosto.[35][36] Aparece por primera vez en el episodio de la primera temporada "Harvey Dent", en el que se le presenta como el Asistente del Fiscal de Distrito de Gotham City. Si bien se demuestra que Harvey tiene una personalidad apasionada, se ha demostrado que tiene un lado agresivo.
  - Los elementos de Dent se ponen en Riddler y Nathaniel Barnes. Edward Nygma tiene una personalidad dividida y tiene un arco recurrente en el que trata de lidiar con su lado más oscuro. La persona de Nathaniel Barnes Executioner es similar a El juez.
- El personaje de Dos Caras se menciona en la serie de televisión de acción en vivo The Flash. En el final de la temporada tres "Finish Line", Vibe se refiere a Savitar como "Dos caras" debido a las cicatrices significativas en el lado derecho de la cara de Savitar; no hay ninguna indicación de si esto significa que hay una versión real en esta realidad para inspirar la elección del nombre de Vibe o simplemente una coincidencia.
- Dos Caras hace un cameo en el final de temporada de Titans, titulado "Dick Grayson", en el que el personaje del mismo nombre se ubica en un mundo de sueños creado por Trigon, donde Batman se ha lanzado a matar, eliminando a sus mayores enemigos uno por uno; Dos Caras está entre ellos, ya que se puede ver su cadáver sosteniendo su moneda dentro de su celda en Arkham Asylum.
- Harvey Dent apareció en la serie de CW Gotham Knights interpretado por Misha Collins. Collins ha declarado que Dent no sería Dos Caras en la primera temporada.[37][38]

#### Animación
- La versión de Dos Caras de Harvey Dent hizo muchas apariciones en el Universo animado de DC Comics, con la voz de Richard Moll.
  - Inicialmente, Batman: The Animated Series, mostraba a Harvey Dent no solo como el destacado Fiscal de Distrito de Gotham City, sino también como un mejor amigo de Bruce Wayne (cuyo alter ego él desconocía alegremente). A pesar de llevar una vida prestigiosa y un feliz compromiso con la abogada Grace Lamont, sin embargo, comenzó a sucumbir a su trastorno de identidad disociativo (supuestamente derivado de una represión de la ira de por vida después de un incidente de acoso infantil) durante el estrés de su campaña de reelección. Esto fue exacerbado por el jefe del crimen Rupert Thorne, quien robó sus registros de terapia para usarlos como material de chantaje; Bajo las burlas de Thorne, Dent cedió ante su personalidad alternativa, Big Bad Harv, que atacó salvajemente a la pandilla de Thorne. Se produjo un tiroteo, y aunque Batman llegó a tiempo para ayudar a Dent, sus esfuerzos desencadenaron inadvertidamente una explosión que marcó una cicatriz severa en la mitad izquierda de la cara y el cuerpo de Dent. Posteriormente, Dent (y su personalidad alternativa) abandonaron cualquier esperanza de una vida "normal", y comenzaron a librar una vendetta contra Thorne como el criminal de doble cara. Thorne más tarde engaña a Grace para atraer a Dos Caras, y las sostiene a punta de pistola. Dos Caras domina a Thorne e intenta matar al mafioso, pero Batman detiene a Dos Caras y lo envía a Arkham Asylum. Dos Caras se describe como un jefe de crimen y supervillano por derecho propio para episodios posteriores.
    - En el episodio "El extraño secreto de Bruce Wayne", Dos Caras tiene una feroz guerra de pujas con el Joker y el Pingüino con respecto a la identidad secreta de Batman en la subasta de Hugo Strange.
    - Más tarde, Dos Caras se muestra junto a Hiedra Venenosa, Pingüino, Killer Croc y Joker en el episodio "Almost Got 'Im", durante un juego de póquer en el que cada villano menciona un encuentro respectivo con el Caballero Oscuro. En la historia de Dos Caras, ató a Batman sobre una moneda gigante. Cuando se voltea, podría aplastar a Batman o romper todos los huesos del Caballero Oscuro. Pero Batman robó en secreto su moneda de marca registrada y usó el borde irregular para cortar las cuerdas, capturando a Dos Caras y su pandilla. Cuando Hiedra Venenosa le preguntó qué le había pasado, dijo que "le dejaron quedarse con [la moneda]".
    - En el episodio de dos partes "Shadow of the Bat", Dos Caras manipula a Gil Mason para que se infiltre en el sistema de justicia de Gotham como el nuevo Comisionado de Policía Adjunto. El alto nivel de habilidades prácticas de Mason se ganó la confianza del comisionado Gordon, y los dos finalmente arrestaron a Thorne. Aunque Two-Face y Mason encuadran a Gordon por trabajar con Thorne, finalmente son expuestos por Batman, Dick Grayson y Barbara Gordon. En el episodio "Juicio", Dos Caras actúa como el "fiscal" cuando los villanos de Batman retiene al prisionero Caballero Oscuro en Arkham Asylum en una cancha de canguro.
    - En el episodio "Second Chance", Dent se somete a una cirugía estética para destruir la personalidad de Dos Caras de forma permanente. Pero antes de que pueda continuar con la operación, es secuestrado por matones bajo las órdenes de Dos Caras en un intento por mantener el control de la psique de Dent. Finalmente, Batman y Robin vuelven a capturar Dos Caras, y luego se lo agradece a Bruce cuando regresa a Arkham.

  - Dos Caras regresa en Las nuevas aventuras de Batman. En el episodio "Sins of the Father", Dos Caras es indirectamente responsable de la transformación de Tim Drake en Robin. Hizo que Shifty Drake huyera y condujo a la muerte de su exhenchman, motivando a Robin a unir fuerzas con Batman y Batgirl para llevar a Dos Caras a la justicia. El episodio "El Día del Juicio" revela que la psique de Harvey Dent se fragmenta nuevamente en la forma de El Juez (expresado por Malachi Throne), un vigilante temático de la corte que detiene a criminales utilizando medidas extremas. Ni Dos Caras ni Dent son conscientes de la existencia de El juez dentro de su mente compartida, y el juez no sabe que es Dos Caras e intenta asesinar a Dos Caras varias veces. Dos Caras también trata de cazar al juez, decidiendo matar a un concejal de la ciudad corrupto que apoyó al juez para enviar un mensaje. Batman derrota al juez, y la escena final del episodio muestra a El juez poniendo a prueba la personalidad de Dos Caras.
  - Aunque Dos Caras no aparece en Batman del futuro, una réplica de Android se ve en el episodio "Terry's Friend Dates a Robot" y también se menciona en el episodio "Betrayal". Cuando se le preguntó sobre su destino, el creador del programa Paul Dini dijo que su personaje se curó y regresó a su carrera en la política, se mudó a Los Ángeles y trabajó como abogado para un importante estudio de cine, y le fue muy bien en ese trabajo.[39]
  - Dos Caras se ve en la serie animada de la Liga de la Justicia. En el episodio "Un mundo mejor", una versión de realidad alternativa aparece como un conserje lobotomizado en la dimensión de los Amos de la Justicia. En el final de la serie "Starcrossed", la moneda de Dos Caras se ve en exhibición en la Batcave al que el Flash (Wally West) usa para voltear sobre varios soldados  Thanagarian.
- La versión de Harvey Dent de Dos Caras aparece en Batman: The Brave and the Bold, expresada por James Remar (en "The Fate of Equinox!" Y en "The Mask of Matches Malone!") y por Richard Moll (en "Chill ¡de la noche!"). Aparece por primera vez en "¡Leyendas del ácaro oscuro!" Como parte de la fantasía de Bat-Mite. En el teaser de "The Fate of Equinox", Dos Caras es derribado por Batman. Hace un cameo en "Mayhem of the Music Meister!" cantando con los otros villanos en Arkham Asylum. En "Sidekicks Assemble!", Es uno de los villanos que Robin, Speedy y Aqualad se enfrentan durante una simulación en la Batcave. En "", Two-Face es uno de los villanos que hacen una oferta por un arma supersónica que tiene el traficante de armas Joe Chill. Se une a los villanos para atacar a Chill cuando se enteran de que fue indirectamente responsable de la creación de Batman, antes de escapar de la escena. También aparece en "The Mask of Matches Malone!", Donde Dos Caras es perseguido por Cazadora, Canario Negro y Catwoman.
- Paul Sloane aparece en la serie de dibujos animados Young Justice, con la voz de Kevin Michael Richardson. Aparece en el episodio "Imagen", como uno de los actores de la comedia ficticia Hello Megan, de la que Miss Martian es fan. En el episodio "Nightmare Monkeys", Paul Sloane trabajó una vez con Garfield Logan en Space Trek 3016 cuando Gretchen Goode elogió su desempeño.
- Harvey Dent aparece en Beware the Batman, con la voz de Christopher McDonald. Se desempeña como fiscal de distrito de Gotham y se opone a vigilantes como Batman y Katana para ayudarlo en su campaña como alcalde. Desesperado, en secreto comienza a trabajar con el supervillano Anarky para derribar a Batman, y luego contratan al mercenario Deathstroke para matar al caballero oscuro. Deathstroke usa Dent como cebo para atraer a Batman, pero su intento en la vida de Caped Crusader no tiene éxito. Más tarde, Dent interviene otra batalla entre Batman y Deathstroke (vestido como Batman) en la Armería de Gotham. El altercado provoca una explosión masiva, en la que la cara de Dent está marcada. Ahora envuelto en vendas, Dent ataca a Batman e incluso a Anarky, quien se burla de él burlonamente de "Dos caras". Su cordura se deshizo y su carrera se arruinó, Dent declara que tiene "planes" para Gotham mientras desenvuelve sus vendajes, negando a los espectadores la oportunidad de ver cómo se ve el lado cicatrizado mientras se aleja de la noche.
- La iteración de Dos Caras de Harvey Dent hace un cameo en la serie animada Teen Titans Go!.
- La iteración de Dos Caras de Harvey Dent aparece en Justice League Action, con la voz de Robert Picardo. En el episodio "Double Cross", el Pingüino había contratado a Deadshot para sacar Dos Caras. Como parte del plan de Batman y Firestorm para detener a Deadshot, Batman hace que Plastic Man se haga pasar por Dos Caras después de detenerlo. Durante esta trama, el verdadero Dos Caras se escapa de la custodia de Firestorm. Tanto Dos Caras como Deadshot son derrotados por Batman, Firestorm y Plastic Man. Esta encarnación ha desarrollado una segunda personalidad, lo que hace que Dos Caras tenga una discusión consigo mismo.

### Películas

#### Acción en vivo

##### Batman

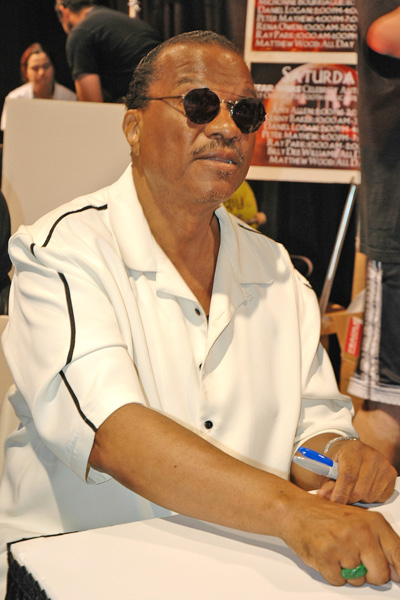
Billy Dee Williams, un Harvey Dent afrodescendiente, en 1989.

- Una versión pre-desfigurada de Harvey Dent aparece en la película de Tim Burton de 1989, Batman, interpretado por Billy Dee Williams. Como el recién electo fiscal de distrito de Gotham, Dent se compromete a encerrar al jefe de la mafia Carl Grissom (Jack Palance). Williams estaba listo para repetir su papel en Batman Returns, pero finalmente fue sacado de la secuela, y fue reemplazado por Christopher Walken como el multimillonario corrupto Max Shreck, mientras que el papel del villano de la película fue dado al Pingüino (Danny DeVito). La elección de Williams para este papel condicionó a los animadores y diseñadores de personajes de la posterior serie animada, obligándoles a oscurecer la piel del Harvey Dent de la serie y darle algunos rasgos propios de los hombres afroamericanos.  Estaba planeado que Dent fuese el villano del guion de "Batman Continues" que estaba escribiendo el cineasta Tim Burton con intención de que fuese la tercera película, pero dicho guion fue rechazado por Warner Bros. tras decidir el giro familiar de la de la franquicia, ("Batman forever ") y el reemplazo de Burton de la dirección del filme, limitando su participación únicamente en calidad de productor. Las ideas generales del guion fueron usadas posteriormente en la miniserie de cómics "Batman '89" , ambientada en este universo.

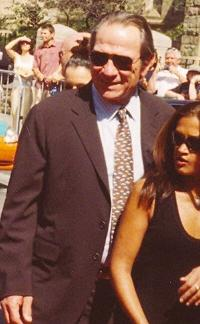
Tommy Lee Jones, un bufonesco Harvey/Dos Caras en Batman Forever.

- Tommy Lee Jones interpreta a Harvey Dent / Dos-Caras en la película de 1995 Batman Forever, en reemplazo de Billy Dee Williams de Batman. Su historia original es la misma que en los cómics de la Edad de Oro, donde el fiscal de distrito está desfigurado cuando el gánster Sal Maroni arroja ácido en el lado izquierdo de su cara durante un juicio. Se vuelve loco, hasta el punto de referirse a sí mismo en plural, y jura venganza contra Batman (Val Kilmer) por no haberlo salvado. Se le presenta como que tiene dos chicas por cada lado de su personalidad: la angelical "Sugar" (Drew Barrymore) por su lado "bueno" y la tempestuosa "Spice" (Debi Mazar) por su lado "malo". Después de varios enfrentamientos con el Caballero Oscuro, él y sus hombres atacan el Circo de Hal y asesina a la familia de Dick Grayson (Chris O'Donnell); por lo tanto, es indirectamente responsable de la transformación del joven en Robin. Dos-Caras más tarde se une a Riddler (Jim Carrey) y aprende la identidad secreta de Batman. Dos-Caras captura a Robin y el interés amoroso de Batman, la Dra. Chase Meridian (Nicole Kidman), y los mantiene como rehenes en la guarida del Riddler. Durante el clímax de la película, cuando Dos-Caras lanza su moneda, Batman lanza un puñado de monedas al aire. Dos-Caras luego entra en pánico y revuelve para encontrar su moneda, pero pierde su equilibrio y, posteriormente, cae a su muerte. En Batman & Robin, su traje se ve en Arkham Asylum, lo que implica que sus restos fueron recuperados.

##### Trilogía deThe Dark Knight

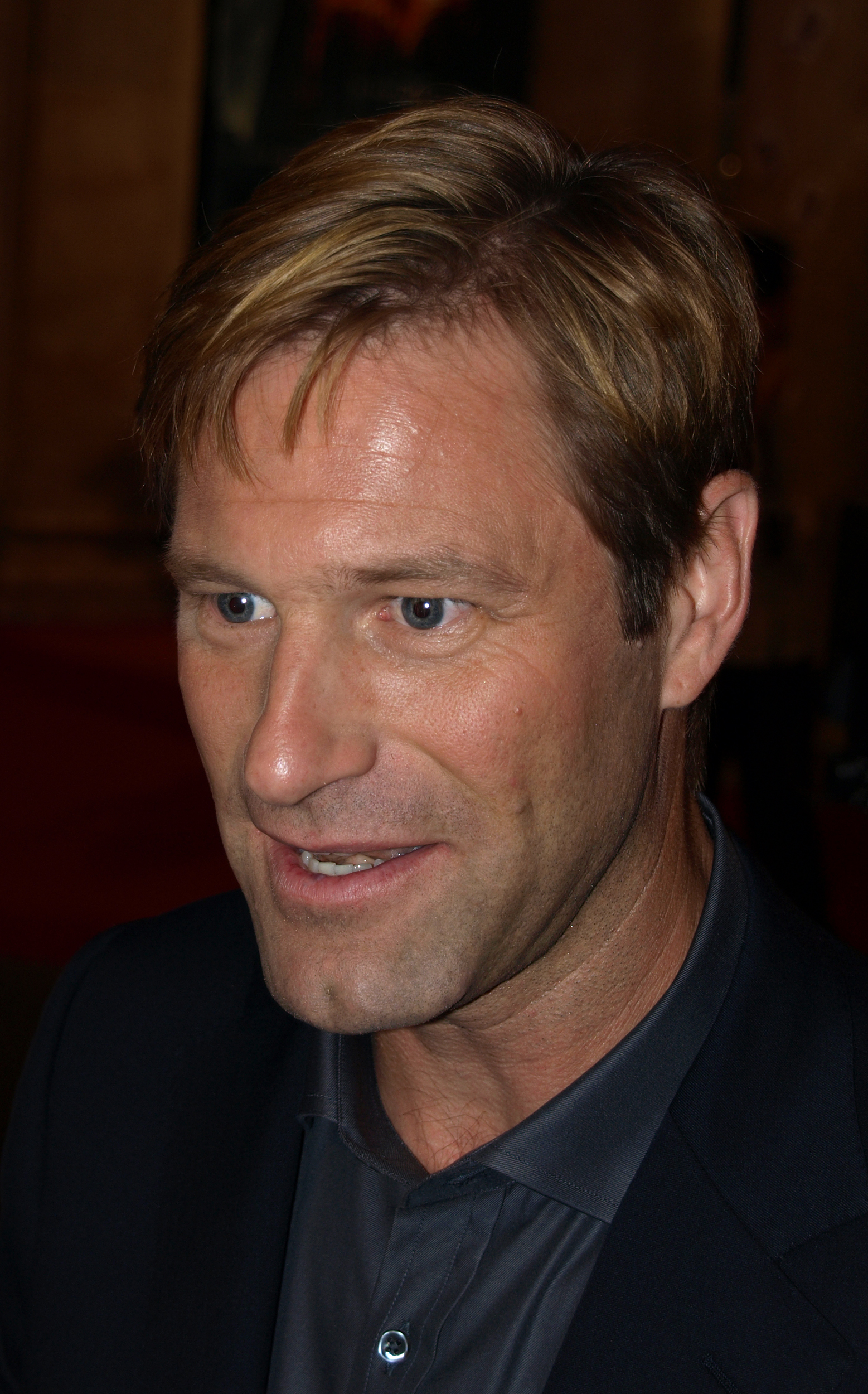
Y Aaron Eckhart interpreta a Harvey Dent en The Dark Knight.

- Harvey Dent fue planeado para aparecer en los primeros guiones de Batman Begins, pero finalmente fue cortado y reemplazado por el personaje original Rachel Dawes (Katie Holmes). Según el escritor David S. Goyer, la razón principal por la que se reemplazó a Dent de la película fue porque se dieron cuenta de que "no podían hacerle justicia".[40]
- Aaron Eckhart interpreta a Harvey "Dos-Caras" Dent en The Dark Knight. En la película, se lo representa como un héroe trágico, que carece de los trucos y las múltiples personalidades comúnmente asociadas con el personaje. Al comienzo de la película, Harvey es el nuevo fiscal de distrito de Gotham City y forma una alianza con Batman (Christian Bale) y el teniente James Gordon (Gary Oldman) para acabar con el crimen organizado de Gotham. Los traicioneros policías que trabajan con el jefe de la mafia Sal Maroni (Eric Roberts) y el guasón (Heath Ledger), secuestran a Dent y su novia Rachel Dawes (Maggie Gyllenhaal), y los mantienen prisioneros en dos edificios abandonados que explotarán. La preocupación de Dent por Rachel se convierte en pánico cuando ve que el cronómetro está contando y, en su frustración, se cae y accidentalmente se empapa de uno de los barriles de gasolina. Batman (después de haber sido engañado por el guasón) llega para salvar a Dent y Dent se horroriza cuando se da cuenta de que Rachel morirá. Mientras grita histéricamente por Rachel, el edificio explota y la explosión subsecuente incinera la mitad izquierda de la cara de Dent debido a la gasolina con la que tuvo contacto previamente. Por otro lado y desafortunadamente, Rachel muere en la otra explosión. El guasón visita a Dent mientras se está recuperando en el Hospital General de Gotham, y lo persuade a vengarse de aquellos que cree que son los responsables de la muerte de Rachel. Abraza el apodo que la policía de Gotham le había dado durante sus años en asuntos internos como "Dos-Caras" y decide el destino de sus víctimas con su moneda de dos cabezas que quedó marcado por un lado durante la explosión que mató a Rachel. Dos Caras dispara y mata a uno de los policías traidores que lo traicionaron a él y Rachel a la mafia, y aparentemente también mata a Maroni, ya que solo le disparó al chofer de este. En el clímax de la película, Dos Caras lleva a la familia de Gordon al lugar de la muerte de Rachel, con la intención de castigar a Gordon, a quien culpa por no haber protegido a Rachel. Él decide matar al hijo de Gordon para infligir a Gordon el dolor de perder a un ser querido, pero Batman llega y convence a Dent para que juzgue a las tres personas que presionaron a la mafia para que acudieran al guasón en busca de ayuda: Batman, Gordon y él mismo. Dos Caras admite que suena más justo y primero lo hace al lanzar su moneda y le dispara a Batman al salirle cruz y luego en su turno sale cara y evita suicidarse. Dos-Caras todavía tiene la intención de matar al hijo de Gordon, pero Batman (quien llevaba una armadura más resistente) lo arroja desde la cornisa hasta su muerte antes de que pueda matar al niño. Batman asume la culpa de los crímenes de Dos-Caras para garantizar que su aliado caído sea recordado como un héroe.
- El legado de Harvey Dent juega un papel importante en The Dark Knight Rises. La película, que se desarrolla ocho años después, revela que la legislación de "Dent" ha erradicado casi todo el crimen organizado de Gotham. Plagado de culpa, el comisionado James Gordon considera revelar públicamente la verdad sobre la ola de asesinatos de Dos-Caras, pero decide que Gotham no está lista.[41] Sin embargo, la decisión de Gordon fracasa cuando Bane adquiere el discurso de Gordon sobre el encubrimiento de los crímenes de Dos-Caras y lo lee en televisión en vivo para socavar la confianza en el sistema legal y arrojar el orden social de Gotham al caos, además de revelar la completa inocencia de Batman en los mismos. Tras el sacrificio de Batman y la derrota de la Liga de las Sombras, se recordó a Batman como el verdadero héroe de Gotham, mientras que se eliminó la Ley de Dent y todos los otros posibles elogios de Harvey se retractaron debido a la revelación de su corrupción.

##### Joker: Folie à Deux
Un joven Harvey Dent aparece en Joker: Folie à Deux, interpretado por Harry Lawtey. Esta versión es un asistente del fiscal de distrito que queda desfigurado en una explosión causada por los seguidores de Arthur Fleck.

#### Animación
- Un modelo de Dos-Caras se ve en Batman Beyond: Return of the Joker.
- Harvey Dent aparece en Batman: Year One, con la voz de Robin Atkin Downes.
- Harvey Dent aparece en la adaptación animada de dos partes de Batman: The Dark Knight Returns, con la voz de Wade Williams.[42] Su rostro está reparado, aparentemente curándolo de su personalidad dividida. Sin embargo, más tarde reveló que Harvey había percibido sus cicatrices en el otro lado de su cara; como resultado, sufre de la ilusión de que toda su cara ahora está marcada. Como resultado, pierde todo rastro anterior de su cordura y simplemente se hace llamar Rostro, planea atacar a Gotham.
- La versión de Harvey Dent de Dos-Caras aparece en Lego Batman: The Movie - DC Super Heroes Unite, con Troy Baker retomando el papel de la serie de videojuegos Batman: Arkham.
- La iteración de Dos-Caras de Harvey Dent hace un cameo en Son of Batman, lanzando su moneda en su celda de Arkham Asylum.
- La iteración de Dos-Caras de Harvey Dent hace un cameo sin voz en Batman: Assault on Arkham. Aparece como uno de los reclusos de Arkham que fueron liberados de la prisión por el Joker, y participa en la caótica batalla contra la policía. Más tarde, trata de escapar en un auto de la policía después de un breve tiroteo, pero Killer Frost le congela la cabeza y lo empuja a un lado para robar el auto para ella.
- La iteración de Dos-Caras de Harvey Dent hace un cameo en Batman: The Killing Joke. Sin darse cuenta, dejó caer su moneda fuera de su celda y se lo ve inútilmente rascando la puerta de su celda en Arkham Asylum.
- La iteración de Dos-Caras de Harvey Dent aparece en Batman Unlimited: Mechs vs. Mutants, nuevamente interpretado por Troy Baker. Dos-Caras se ve en su celda en Arkham Asylum cuando el Pingüino y el Sr. Frío entran en él. La moneda de Dos-Caras cae en su lado moral cuando se ofrecen para liberarlo, lo que hace que este decaiga.
- La iteración de Dos-Caras de Harvey Dent aparece en The Lego Batman Movie, con Billy Dee Williams retomando su papel.[43][44] Esta versión de Dos-Caras se basa en la interpretación que hace Billy Dee Williams del personaje de la película de Batman, donde su lado cicatrizado tiene cabello morado, un ojo cicatrizado, un cráneo casi expuesto y piel que gotea.
- La iteración de Dos-Caras de Harvey Dent aparece en Batman vs. Two-Face, con la voz de William Shatner. Esta versión está ambientada en la continuidad de la serie de televisión Batman de Adam West. En la película, Harvey se convirtió en Dos-Caras después de que el experimento de Hugo Strange para extraer el mal de los criminales de Gotham se volviera loco y la mitad del rostro de Harvey estuviera expuesto a su esencia malvada extraída. Después de ser detenido por Batman y Robin por su ola de crímenes, Harvey supuestamente se ha curado de Dos-Caras después de una cirugía, pero se revela que Dos-Caras se escondió debajo de la piel de Harvey y usa el deseo del exfiscal de distrito para recuperar su antiguo trabajo para configurar a Batman y Robin, que los captura y deduce sus identidades secretas (ya que Bruce era un amigo íntimo de Harvey) y los deja a los otros villanos antes de volar en el cielo con la extracción perversa para convertir a toda la ciudad en Dos Caras. Batman y Robin finalmente lo detienen y Harvey se las arregla para luchar contra el mal dentro de él para volver a ser él mismo.[45]
- Harvey Dent aparece en Batman: Gotham by Gaslight, con la voz de Yuri Lowenthal.[46] En vez de ser un supervillano esta vez, Harvey es simplemente un mujeriego de "Dos Caras", a pesar de su matrimonio. Mientras que una amiga de Bruce Wayne, Harvey se vuelve celoso, la actriz Selina Kyle elige a Bruce como su amante; en la amargura, engaña al GCPD para que piense que Bruce es Jack el Destripador hasta el final de la película, donde Gordon está expuesto como Jack.
- La iteración de Dos-Caras de Harvey Dent aparece en Suicide Squad: Hell to Pay, con la voz de Dave Boat. Se muestra en el comienzo de la película, que fue capturado por el Profesor Pyg en el cual el lado malo de Dos-Caras exigió a Pyg que iniciara la operación del cirujano para dejarlo cicatrizado en ambos lados, eliminando completamente la personalidad de Harvey. La operación, sin embargo, fue interrumpido por Scandal Savage y Knockout capturando a Pyg. Mientras la personalidad de Harvey expresa su gratitud, Knockout lo deja inconsciente con un golpe.
- Una versión de Dos-Caras de Japón feudal aparece en la película de anime Batman Ninja,[47] con la voz de Toshiyuki Morikawa y Eric Bauza en japonés e inglés respectivamente.[48][49] Dos-Caras fue uno de los villanos de Gotham que fue arrastrado al pasado. Después de dos años, ganó el control del territorio de un daimyo y se alió con Gorilla Grodd; fingió estar del lado de Joker y Harley para obtener acceso a la Máquina de sismo (que es lo que los envió al pasado). Reemplaza su moneda estadounidense con una moneda contemporánea de la era feudal.
- Dos-Caras aparece en Justice League vs. the Fatal Five, con la voz de Bruce Timm. Sirve como guía para Star Boy, quien está encarcelado en Arkham debido a que actualmente no tiene la medicina correcta para equilibrar su inestabilidad mental.

### Videojuegos

#### Lego DC series
- La versión de Dos-Caras de Harvey Dent aparece en Lego Batman: el videojuego, con la voz de Steven Blum. Tiene 2 armas y una inmunidad a las toxinas.[50] Trabaja junto al Riddler (una posible referencia a su alianza en Batman Forever ). Aparece en el exterior en todos los niveles del Capítulo 1 "La venganza de Riddler" como el conductor del Riddler para recoger al Riddler cada vez que obtiene un objeto que necesita. Es el tercer jefe y maneja su camión blindado y Batman necesita dispararle hasta que aparezcan los puntos de mira, luego necesita agarrarlo y remolcarlo hasta el reflector de la policía y una bomba cae sobre él. En el lado villano de la historia, el Riddler le asigna robar un super láser de Wayne Tech. Él estaciona su camioneta afuera y ellos entran a hurtadillas montando encima de una furgoneta de reparto y cavando debajo de la pared en el edificio. Cuando encuentran el super láser, él lanza su moneda para decidir quién puede probarlo. termina decidiendo que él puede usarlo, y con él destruye un mecha-traje gigante. Luego van por el oro en las reservas de oro de Gotham. Usan todos los artículos que adquirieron. Primero el cañón congelado que el Sr. Frío ayudó al Riddler a crear un patín de hielo sobre el foso (pero Two-Face se desliza y se desliza todo el camino), el super láser para destruirlo después de cruzar (obviamente, nadie los seguiría), y el mutado las semillas de vid que Hiedra Venenosa ayudó al Riddler a levantar un acantilado empinado (crece más rápido y termina haciéndolo caer de bruce Dos-Caras) (no se sabe de qué se trata la clave por la que Clayface ayudó al Riddler). Intentan usar el súper láser de nuevo para derribar una puerta de acero, pero el cerrojo termina rebotando por todo el lugar y luego de vuelta a ellos destruyendo el súper láser, y luego secuestran un helicóptero de la policía y destruyen la puerta con misiles. De vuelta en la historia del héroe, intentan abrir una puerta cuando Batman y Robin los encuentran y Riddler le dice a Dos-Caras que se ocupe de ellos. Dispara a un tanque lleno de químicos tóxicos que disuelven una mesa y una silla, pero lo dejan ileso. Luego lucha contra el dúo como un miniboss, pero si cruza los químicos, necesitan usar el traje atractivo de Robin para aspirar las piezas para construir un bote y pasar sobre ellas para atacarlo. Alcanza al Riddler y encuentra el oro. En la lucha del jefe del Riddler, el Riddler usa el control mental sobre él y lo obliga a luchar junto a él, pero lo golpean con la cara de dos caras y hacen que las barras de oro caigan sobre ellos. En el final del héroe, se le ve en Arkham Asylum tirando su moneda, pero la deja caer y sale de su celda, para su consternación. Es 1 de 3 jefes que luego aparece como un miniboss, los otros 2 son Catwoman y Harley Quinn.
- La versión de Two-Face de Harvey Dent aparece como jefe en Lego Batman 2: DC Super Heroes, con la voz de Troy Baker. Aparece por primera vez en el primer nivel "Persecuciones teatrales" como un miniboss. En el tercer nivel "Arkham Asylum Antics", maneja su camioneta con un nuevo diseño alrededor con el Riddler y Harley Quinn montados en él. Es un personaje desbloqueable y un jefe opcional que se encuentra en la cima del Ayuntamiento. Su primer eslogan es: "Esta ciudad necesita un líder fuerte y decisivo. Heh, heh, heh, o tal vez no". En el juego usa pistolas dobles y su movimiento final es un uppercut. Su camión también tiene un nuevo rediseño para que coincida con su nuevo atuendo. El camión tiene una minigun en su lado izquierdo y un lanzamisiles a la derecha.
- La versión Dark Knight de Dos-Caras aparece como un personaje jugable solo para DLC en Lego Batman 3: Beyond Gotham. Está disponible a través del paquete de DLC Dark Knight. Su arma en el juego es una pistola y tiene visión de detective, acceso a tecnología y acrobacias.
- La versión de Dos Caras de Harvey Dent aparece como un jefe en Lego Dimensions, una vez más con la voz de Troy Baker. Cuando Sauron se hace cargo de Metropolis, Dos Caras lucha contra Batman, Gandalf y Wydlstyle mientras monta a un Oliphaunt. La versión de Lego Batman Movie aparece como el primer jefe del paquete de aventuras de The Lego Batman Movie también interpretado por Troy Baker.
- La versión de Dos Caras de Harvey Dent aparece como un personaje principal en Lego DC Super-Villains. En el juego, usa pistolas dobles y un lanzador de cohetes.[51]

#### Batman: Arkham
Harvey Dent / Two-Face aparece en la serie de videojuegos Batman: Arkham, con la voz de Troy Baker.
- En Batman: Arkham Asylum, la celda de Two-Face se puede encontrar en la Penitenciaría. Se menciona tres veces. Primero, poco después de que el Joker salga de la custodia, en el que el Joker lo menciona mientras hablaba con Batman en una pantalla. En segundo lugar, Oracle lo menciona mientras Batman está en Old Sewer, en Arkham Asylum. Finalmente, al final del juego, después de derrotar al Joker, una radio de la policía afirma que Two-Face está robando el Segundo Banco Nacional, lo que hace que Batman deje Arkham Island para perseguirlo.
- Two-Face aparece en Batman: Arkham City. Antes de los eventos del juego, Two-Face intentó obtener planos para que la bóveda del profesor Hugo Strange robara bienes confiscados, solo para ser capturados y enviados a Arkham City, una ciudad amurallada y sin ley, cuyos habitantes presos son libres de causar estragos. Durante una entrevista con Strange, el exfiscal de distrito revela que Carmine Falcone fue el mafioso que le arrojó ácido. Two-Face luego rechaza la oferta de Strange para ayudarlo a convertirse en Dent otra vez, por lo que Strange lo libera y le informa sobre el intento de robo de los objetos de valor de Catwoman en su caja fuerte. En la secuencia introductoria del juego, Two-Face frustra a Catwoman. Ataca y secuestra a Catwoman. Buscando hacer valer su reclamo y ganar prestigio, Two-Face lleva a Catwoman a juicio ante un tribunal de canguro en el abandonado Palacio de Justicia de Salomón Wayne, con la intención de llevar a cabo una ejecución pública del Feline Fatale. Cuando Batman escuchó por casualidad un informe de seguridad de Arkham City que indicaba la difícil situación de Catwoman y acudía al juzgado para salvar a Catwoman, el Caballero Oscuro derrota a los hombres de Two-Face y libera a Catwoman, y los dos trabajan juntos para someter al villano que rápidamente queda colgado sobre una cuba ácido. Más adelante en la historia del juego, Two-Face hace un nuevo intento de influencia al apoderarse del Pingüino en Arkham City, y queda como único jefe del crimen reinante de la mega prisión después de la muerte del Joker en el final del juego. Catwoman luego va al museo después de que los hombres de Two-Face bombardean el departamento de Catwoman y se llevan los objetos de valor. Allí, Catwoman logra derrotar a Dos caras y recuperar la mayor parte del botín.
- Two-Face también aparece en el juego móvil Batman: Arkham City Lockdown.
- En Batman: Arkham Origins, se alude a Harvey Dent dos veces; el primero como su elección como fiscal de distrito aparece en varios periódicos y el segundo cuando Batman ingresa a la guarida de Riddler y ve a los posibles sospechosos que cree que podrían ser Batman.[52]
- Vueltas de Dos Caras en Batman: Arkham Knight. Se une a la banda de supervillanos del Espantapájaros en un intento por acabar con el Caballero Oscuro de una vez por todas. Usando una selección de armas de fuego suministradas por el Pingüino, Two-Face y sus hombres supervisan una serie de atracos a bancos en la misión secundaria "Bandido de dos caras". En última instancia, es derrotado y enviado al bloqueo de GCPD por Batman.[53] Two-Face luego regresa en el DLC "A Flip Of A Coin", que muestra a Robin (Tim Drake) protegiendo a Gotham después de la muerte aparente de Batman y persiguiendo a Two-Face en los servicios de eliminación de Hell's Gate.[54]
  - Paul Sloane es mencionado en Batman: Arkham Knight como el actor número dos de Gotham antes de convertirse en un asesino en serie, y también se lo ve en carteles de películas llamadas Prosecutor and Other Fish to Fry.

#### Injustice
- La versión de Two-Face de Harvey Dent hace un cameo en Injustice: Gods Among Us. En el nivel de Arkham Asylum, Two-Face, el Pingüino y el Riddler atacan al personaje jugable que se lanza a través de la puerta de la celda en el lado derecho del segundo nivel antes de ser golpeado por Killer Croc en el siguiente nivel de la arena de Arkham. Two-Face también aparece en ciertas misiones en modo misión y atacará a uno de los dos luchadores basado en el lanzamiento de la moneda.
- La versión de Two-Face de Harvey Dent hace un cameo en Injustice 2. En el fondo de la etapa de Arkham Asylum, Two-Face se ve dentro de una jaula en la que cualquier personaje jugable puede ser golpeado. También se lo menciona en uno de los diálogos de introducción entre Catwoman y Supergirl; el último describe al primero como bastante doble a lo que el primero responde que los villanos están mezclados.

#### Batman: The Telltale Series
Two-Face aparece en la serie Batman de Telltale Games, con la voz de Travis Willingham.
- Durante la primera temporada, Batman: The Telltale Series, Harvey Dent ha sido Fiscal del Distrito de Gotham durante algún tiempo y se postula para Alcalde contra Hamilton Hill. También es amigo íntimo de Bruce Wayne, quien apoya financieramente su campaña y está saliendo con Selina Kyle. Durante un ataque de los Hijos de Arkham en el debate de Mayoral, Dent fue drogado con un agente psicoactivo y, si Batman no interviene, desfigurado por uno de sus miembros. Después de que Hill es asesinado, Harvey toma juramento como el nuevo alcalde, pero comienza a mostrar signos de una personalidad dividida más agresiva, "Two-Face", que toma el control después de que atrapa a Bruce en el apartamento de Selina. Harvey, bajo la influencia de Two-Face, toma el control de la ciudad a través de la ley marcial y comienza a aterrorizar a sus ciudadanos mientras intenta derrotar a los Hijos de Arkham. Finalmente, Batman lo derrota cuando intenta apoderarse de Wayne Manor o Bruce durante una situación de rehenes. A diferencia de los cómics, Harvey se convierte en dos caras independientemente de si está desfigurado o no.
- Durante la segunda temporada, el póster de la campaña de Batman: The Enemy Within, Two-Face y (dependiendo de la decisión del jugador en el primer juego) su moneda de la suerte o la máscara que llevaba sobre las partes cicatrizadas de su rostro se mantienen en una exhibición en el Batcave. Además, el feed de Gotham Media revela que el juicio de Harvey se ha retrasado continuamente ya que cada grupo de abogados se negó a defenderlo, lo que lleva a Dent a optar por defenderse ante los tribunales.

#### Otros juegos
- Una versión pre-desfigurada de Harvey Dent aparece en la versión de videojuego de Batman: The Animated Series como un rehén de Hiedra Venenosa.
- Dos Caras aparece como un jefe en The Adventures of Batman & Robin para Super NES, The Adventures of Batman & Robin para Sega Genesis, las adaptaciones de videojuegos de Batman Forever y Batman: Chaos en Gotham (en la que es el Jefe final).
- La versión de Dos Caras de Harvey Dent es el primer jefe de la versión de Wii de Batman: The Brave and the Bold - The Videogame, con James Remar repitiendo el papel. Aparece en el teaser del primer episodio, donde ha secuestrado al alcalde George Hill. En la pelea, tiene a Hill atado a un centavo gigante y voltea para decidir si enviar a los secuaces para luchar contra Batman y Robin o para dejarlo abierto para atacar. Después de ser derrotado, Batman declara que todavía hay esperanzas de que Two-Face se reforme, y el anterior DA responde declarando que escapará de Arkham.
- La versión de Dos Caras de Harvey Dent aparece en DC Universe Online, con la voz de Edwin Neal. Si el jugador usa un personaje de Héroe, Two-Face lo contactará cuando el jugador alcance el nivel 30, aparentemente con Harvey Dent en control. Two-Face le pedirá al jugador que lo ayude a descubrir al Pingüino. Las operaciones de contrabando en el metro de Old Gotham guiarán al jugador a través de la instancia. Cuando el jugador vence a Pingüino, aparece Two-Face, su lado malvado está en control. Two-Face se burla del Pingüino y anuncia que se está haciendo cargo de los negocios de Pingüino. Resulta que el personaje Hero ha ayudado accidentalmente a Two-Face a derrotar a su rival. El mismo proceso seguirá si el jugador está usando un personaje de villano, pero el lado malo de Two-Face siempre tendrá el control en este caso. Two-Face es más tarde uno de los dos jefes en derrotar en el dúo del Hospital Gotham Mercy, disponible solo para villanos (el otro jefe es el Sr. Frío). Los jugadores también pueden usar Two-Face como uno de los muchos personajes jugables en las partidas de PVP Legends.
- Un cartel de Dos Caras se encuentra en Amusement Mile en Gotham City Impostors.